# Expo 2016
La Expo 2016 è  stata un'esposizione orticola di livello A1, organizzata dalla città di Adalia in Turchia sotto il tema "Bambini e fiori" (Children and flowers).

## Partecipanti
Azerbaijan, Cina, Corea del Nord, Corea del Sud, Georgia, Germania, Giappone, Hong Kong, India, Italia, Kazakhstan, Kenya, Kosovo, Messico, Moldova, Nepal, Pakistan, Sudan, Tanzania, Thailandia, Ungheria, Yemen.